# Lycaena purpurascens
Lycaena purpurascens är en fjärilsart som beskrevs av Tutt 1906. Lycaena purpurascens ingår i släktet Lycaena och familjen juvelvingar. Inga underarter finns listade i Catalogue of Life.